# Columbo (sezonul 1)
Sezonul 1 al serialului american de televiziune Columbo este format din 7 episoade, care au fost difuzate de postul NBC în perioada 15 septembrie 1971 – 9 februarie 1972.

## Istoricul difuzării
Episoadele acestui sezon au fost difuzate inițial miercuri, în intervalul 20:30-22:00 (EST⁠(d)), ca parte a emisiunii de televiziune The NBC Wednesday Mystery Movie⁠(d).

## Lansare pe DVD
Episoadele sezonului 1 au fost lansate pe DVD de Universal Home Video⁠(d). DVD-ul include și cele două episoade pilot: Prescription: Murder și Ransom for a Dead Man.

## Episoade
| Numărul în cadrul serialului | Numărul în cadrul sezonului | Titlu                  | Regizor             | Scenarist                                                                      | Ucigaș(ă)                                                                           | Victimă / Victime                                                                     | Data difuzării în premieră | Durată  |
| --- | --------------------------- | ---------------------- | ------------------- | ------------------------------------------------------------------------------ | ----------------------------------------------------------------------------------- | ------------------------------------------------------------------------------------- | -------------------------- | ------- |
| 3 | 1                           | „Murder by the Book”   | Steven Spielberg    | Steven Bochco⁠(d)                                                               | Jack Cassidy în rolul Ken Franklin                                                  | Martin Milner⁠(d) în rolul Jim Ferris și Barbara Colby⁠(d) în rolul Lilly La Sanka      | 15 septembrie 1971         | 76 min. |
| Ken Franklin (Jack Cassidy) și Jim Ferris (Martin Milner⁠(d)) formează de mai mulți ani o echipă de scriitori de romane polițiste, care este pe punctul de a se destrăma ca urmare a faptului că Ferris vrea să scrie pe cont propriu. Cu toate acestea, cei doi au încheiat o poliță de asigurare prin care partenerul supraviețuitor urma să devină deținătorul exclusiv al drepturilor de autor. Lipsit de talent literar și amenințat să rămână fără o sursă de venit, Franklin îl convinge într-o dimineață pe Ferris să facă o excursie împreună la cabana sa montană de pe malul lacului. Cei doi se opresc pe drum la un magazin rural, de unde Franklin îi telefonează Joannei, soția lui Ferris (Rosemary Forsyth⁠(d)), pentru a-și asigura un alibi. După sosirea celor doi la cabană, Franklin îl convinge pe Ferris să-și sune soția pentru a-i spune că a rămas să lucreze la birou și îl împușcă în timpul convorbirii. Împușcătura auzită la telefon o face pe Joanna să alerteze poliția, iar toate indiciile plasate anterior de Franklin sugerează că Ferris a fost răpit din biroul său de către mafia locală pentru a-l împiedica să scrie o carte. Anunțat de Joanna, Franklin conduce două ore către Los Angeles și abandonează cadavrul fostului său partener pe gazonul din fața propriei sale case, simulând astfel un avertisment mafiot. În timp ce locotenentul Colombo încearcă să descâlcească ițele crimei, Franklin este contactat în Los Angeles de Lilly La Sanka (Barbara Colby⁠(d)), proprietara văduvă a magazinului rural, care-l anunță că l-a observat sosind cu mașina împreună cu victima în ziua crimei și îl șantajează pentru a păstra tăcerea. Franklin îi oferă cei 15.000 de dolari și, simulând un oarecare interes sentimental față de ea, o convinge să ia o cină intimă în încăperile din spatele magazinului, apoi o ucide lovind-o în cap cu o sticlă goală și îi pune cadavrul într-o barcă pe care o răstoarnă pentru a face ca moartea ei să pară accidentală. Indiciu/întorsătură finală: După ce află că Ferris nota în mod obișnuit ideile romanelor sale polițiste pe orice bucată de hârtie care-i era la îndemână, Columbo caută prin casa și biroul victimei și găsește un bilet care conținea ideea unei crime cu un alibi fals întărit de o convorbire telefonică. El îi arată acea probă lui Ken Franklin, iar acesta din urmă își mărturisește vina. În momentul arestării, Franklin face totuși un comentariu uluitor: ideea alibiului a fost de fapt a lui, fiind singura idee bună pe care a avut-o vreodată. Observație: În 1997 revista TV Guide a clasat acest episod pe locul 16 în lista „100 Greatest Episodes of All Time” („Cele mai bune 100 de episoade din toate timpurile”). (Ca o coincidență, actrița Barbara Colby a devenit în realitate victimă unei crime, care a avut loc în 1975.) Actorul Jack Cassidy a interpretat rolul criminalului în trei episoade ale serialului Columbo: acesta, episodul 22 („Publish or Perish”, sezonul 3) și episodul 36 („Now You See Him”, sezonul 5). |                             |                        |                     |                                                                                |                                                                                     |                                                                                       |                            |         |
| 4 | 2                           | „Death Lends a Hand”   | Bernard Kowalski    | Richard Levinson & William Link                                                | Robert Culp în rolul Carl Brimmer                                                   | Patricia Crowley⁠(d) în rolul Lenore Kennicut                                          | 6 octombrie 1971           | 76 min. |
| Bogatul și puternicul magnat de presă Arthur Kennicut (Ray Milland) îl angajează pe Carl Brimmer (Robert Culp), directorul unei agenții de detectivi particulari, să afle dacă soția lui, Lenore (Pat Crowley⁠(d)), îl înșală. Ancheta scoate la iveală că Lenore avea o relație cu instructorul de golf, dar Brimmer, în loc să-l informeze pe clientul său, decide să ascundă adevărul și încearcă să o șantajeze pe femeie pentru a afla informații confidențiale despre afacerile soțului ei. Lenore refuză și amenință că-i va dezvălui soțului ei toată situația (inclusiv șantajul), moment în care Brimmer o ucide accidental într-un moment de furie. Cavavrul este transportat apoi în altă parte a orașului și aruncat pe un loc viran. Locotenentul Columbo observă încă de la început o tăietură pe obrazul victimei, care nu fusese cauza morții, și bănuiește că victima îl cunoștea pe agresor. Brimmer se alătură mai târziu anchetei și încearcă să împrăștie suspiciunile polițistului, oferindu-i la un moment dat un post bine plătit în cadrul agenției sale. Indiciu/întorsătură finală: Columbo devine suspicios atunci când își dă seama că forma tăieturii de pe fața victimei se potrivește cu inelul lui Brimmer și mai târziu pune la cale o cacealma. El defectează intenționat mașina detectivului pentru ca vehiculul să fie transportat la un atelier de reparații. În același timp, locotenentul dispune deshumarea cadavrului și pretinde că una dintre lentilele de contact ale Lenorei nu a fost găsită în sicriu. Concluzia lui este că lentila ce lipsea ar fi căzut fie la locul crimei, fie în mașina cu care a fost transportat cadavrul. Brimmer intră în panică și, după ce caută inutil în casa lui, merge la atelier după program pentru a căuta în portbagajul mașinii. El găsește acolo o lentilă de contact, dar este surprins de o echipă de poliție condusă de Columbo, în prezența lui Kennicut. Polițiștii îl imobilizează înainte de a putea să arunce lentila, iar Brimmer își mărturisește vina. După plecarea poliției, Columbo îi dezvăluie lui Kennicut că el a aranjat totul și că ambele lentile ale Lenorei fuseseră găsite de fapt în sicriu. Observații: Acest episod a câștigat un premiu Emmy pentru cel mai bun scenariu și este cunoscut pentru „efectul de ochelari” din secvențele ulterioare crimei, atunci când ambele lentile ale ochelarilor lui Brimmer arată simultan imagini diferite cu el curățând locul crimei. Brimmer este primul dintr-un număr mic de criminali pentru care Columbo manifestă înțelegere după ce îi prinde ca urmare a faptului că ucigașul îi spune cu regret lui Kennicut că moartea Lenorei a fost rezultatul unui accident și nu al premeditării și că nu a intenționat să-i rănească pe niciunul dintre ei. Actorul Robert Culp a interpretat rolul criminalului în trei episoade ale serialului Columbo: acesta, episodul 12 („The Most Crucial Game”, sezonul 2) și episodul 21 („Double Exposure”, sezonul 3). De asemenea, el apare în rolul tatălui unuia dintre cei doi tineri asasini în episodul 56 („Columbo Goes to College”, sezonul 10). Ray Milland, interpretul magnatului de presă Arthur Kennicut în acest episod, a jucat la rândul său rolul ucigașului în episodul 11 („The Greenhouse Jungle”, sezonul 2) al serialului. |                             |                        |                     |                                                                                |                                                                                     |                                                                                       |                            |         |
| 5 | 3                           | „Dead Weight”          | Jack Smight         | John T. Dugan⁠(d)                                                               | Eddie Albert în rolul Martin Hollister                                              | John Kerr⁠(d) în rolul Roger Dutton                                                    | 27 octombrie 1971          | 76 min. |
| Generalul-maior Martin Hollister (Eddie Albert), un erou de război pensionat din Corpul Pușcașilor Marini, află că urmează să fie declanșată o investigație cu privire la deturnarea unor fonduri financiare ale Armatei către compania sa de construcții și îl împușcă pe colonelul Roger Dutton (John Kerr⁠(d)), complicele său timorat care venise să-l anunțe. Crima are loc în fața unei ferestre cu vedere către golful unde se află portul de agrement Newport Beach. O tânără pe nume Helen Stewart (Suzanne Pleshette), care naviga pe o mică barcă cu pânze, observă crima de la distanță și, fără a-și reuși să o convingă pe propria mamă, care o însoțea, anunță poliția. Locotenentul Columbo nu găsește însă la fața locului nici cadavrul (care fusese ascuns între timp în spatele unei uși), nici urme de sânge și nici alte indicii și se îndoiește că a avut loc o crimă. Cu toate acestea, generalul Hollister se informează de identitatea persoanei care a raportat crima și începe să o curteze pe tânăra Helen pentru a o face să se îndoiască de ceea ce a văzut. Indiciu/întorsătură finală: După o întâlnire cu bucătarul său nostalgic, Columbo își dă seama că Hollister nu ar renunța niciodată la revolverul său cu mâner de sidef, presupusa armă a crimei. Generalul susținea cu o încredere în sine extraordinară că arma îi fusese furată mai demult și că revolverul expus în cadrul muzeului militar era o replică. Locotenentul preia arma, iar raportul balistic o identifică ca fiind arma cu care a fost ucis Dutton. Renumita actriță canadiană Kate Reid⁠(d) o interpretează pe mama neîncrezătoare a Helenei, care este impresionată plăcut de distinsul Hollister. |                             |                        |                     |                                                                                |                                                                                     |                                                                                       |                            |         |
| 6 | 4                           | „Suitable for Framing” | Hy Averback         | Jackson Gillis⁠(d)                                                              | Ross Martin⁠(d) în rolul Dale Kingston și Rosanna Huffman⁠(d) în rolul Tracy O'Connor | Robert Shayne⁠(d) în rolul Rudy Matthews și Rosanna Huffman⁠(d) în rolul Tracy O'Connor | 17 noiembrie 1971          | 76 min. |
| Renumitul critic de artă Dale Kingston (Ross Martin⁠(d)) îl ucide pe unchiul său, Rudy Mathews (Robert Shayne⁠(d)), după ce află că acesta din urmă își schimbase testamentul, lăsându-și colecția valoroasă de tablouri fostei sale soții, Edna (Kim Hunter). Pentru a-și asigura un alibi, Kingston se folosește de iubita sa, Tracy O'Connor (Rosanna Huffman⁠(d)), o pictoriță amatoare credulă, care acoperă cadavrul victimei cu o pătură electrică, trage un foc de armă în momentul rondului unei echipe de pază pentru a crea impresia unui alt moment al crimei și apoi fuge cu două acuarele pictate de Edgar Degas. Crima pare a fi astfel rezultatul nefericit al unui furt, ce a avut loc chiar în momentul în care Kingston se afla invitat la vernisajul unei expoziții de artă. Investigând acest caz, locotenentul Columbo descoperă curând că o femeie a fost implicată în comiterea crimei. Câtva timp mai târziu, Kingston o ucide pe complicea sa și recuperează acuarelele furate, iar, după citirea testamentului, mătușa Edna devine suspectul principal. Indiciu/întorsătură finală: Kingston ascunde cele două acuarele furate în casa mătușii Edna pentru a o învinui, apoi aranjează ca poliția să le găsească în urma unei percheziții. Columbo, care sosește mai târziu la fața locului, îl acuză pe criticul de artă de săvârșirea crimei și afirmă că poate dovedi acest lucru cu ajutorul amprentelor digitale. Atunci când criticul susține că prezența amprentelor sale pe tablouri este normală, detectivul îi răspunde că nu încearcă să găsească amprentele lui, ci propriile sale amprente, deoarece el atinsese tablourile la începutul anchetei, atunci când fusese în vizită în casa lui Kingston. Surprins, Kingston insistă că detectivul a atins tablourile cu câteva momente în urmă pentru a-l incrimina, iar Columbo își scoate mâinile din buzunare pentru a arăta celor prezenți că a purtat mănuși tot timpul. Don Ameche îl interpretează pe avocatul familiei, Frank Simpson. |                             |                        |                     |                                                                                |                                                                                     |                                                                                       |                            |         |
| 7 | 5                           | „Lady in Waiting”      | Norman Lloyd⁠(d)     | Poveste de: Barney Slater; Scenariu de: Steven Bochco⁠(d)                       | Susan Clark⁠(d) în rolul Beth Chadwick                                               | Richard Anderson⁠(d) în rolul Bryce Chadwick                                           | 15 decembrie 1971          | 76 min. |
| Beth Chadwick (Susan Clark⁠(d)) trăiește în umbra zdrobitoare a fratelui ei, Bryce (Richard Anderson⁠(d)), care conduce o mare companie familială de publicitate. Ea este îndrăgostită de Peter Hamilton (Leslie Nielsen), un avocat de succes și membru al consiliului de administrație, și vrea să se căsătorească cu el. Cu toate acestea, fratele ei dominator, Bryce bănuiește că Hamilton este un vânător de zestre interesat doar de averea ei și îi trimite o scrisoare, prin care-l amenință că va renunța la serviciile lui în cazul că nu va întrerupe relațiile cu Beth. Conflictul care izbucnește între cei doi frați o determină pe Beth să înțeleagă că trebuie să-l elimine pe Bryce pentru a obține controlul asupra propriei vieți și, implicit, asupra afacerii de familie. Ea pune la cale un plan ingenios pentru ca Bryce să rămână afară în plină noapte și să încerce să pătrundă în casă prin ușa exterioară a dormitorului ei, ocazie cu care ea urma să-l împuște, pretinzând că l-a confundat cu un hoț. Situația se complică atunci când Bryce intră în casă cu o cheie de rezervă, dar Beth, nevoită în grabă să improvizeze, reușește totuși să-l ucidă. În acest timp, Peter – care primise scrisoarea lui Bryce și dorea să discute fără întârziere cu el – ajunge în apropierea casei și, fără a vedea ce s-a întâmplat, aude împușcăturile și alarma. Tribunalul concluzionează că moartea lui Bryce a fost accidentală, iar Beth are acum libertate deplină în gestionarea vieții personale și a companiei. Personalitatea ei adevărată iese acum la iveală, iar Peter Hamilton nu o mai recunoaște în această femeie autoritară pe femeia blândă și supusă care îl sedusese. În plus, o serie de mici detalii îl fac pe locotenentul Colombo să suspecteze că uciderea lui Bruce a fost premeditată. Indiciu/întorsătură finală: Recitind mărturia avocatului, care ajunsese în dreptul casei chiar în timpul evenimentelor, locotenentul Colombo constată că Peter Hamilton afirmase că a auzit împușcăturile înainte de a suna alarma, nu după. Acest detaliu este suficient pentru a anula declarația lui Beth că uciderea fratelui ei fusese accidentală. Columbo îi spune lui Beth că avocatul va depune mărturie în fața tribunalului, deși nu-i va face probabil plăcere. Mama fraților Chadwick este interpretată de actrița veterană Jessie Royce Landis în ultima sa apariție într-un film, cu puțin timp înainte de moartea ei. |                             |                        |                     |                                                                                |                                                                                     |                                                                                       |                            |         |
| 8 | 6                           | „Short Fuse”           | Edward M. Abroms⁠(d) | Poveste de: Lester Pine & Tina Pine; Poveste și scenariu de: Jackson Gillis⁠(d) | Roddy McDowall în rolul Roger Stanford                                              | James Gregory⁠(d) în rolul David Buckner și Lawrence Cook⁠(d) în rolul Quincy           | 19 ianuarie 1972           | 76 min. |
| Roger Stanford (Roddy McDowall) este un tânăr chimist care lucrează într-un combinat fondat de părinții săi și duce în timpul liber o viață imorală și dezordonată. Afacerea multimilionară este controlată în prezent de mătușa sa (Ida Lupino) și condusă de soțul acesteia, David Buckner (James Gregory⁠(d)), cu care tânărul se află permanent în conflict. Buckner îl șantajează pe Roger ca să-și dea acordul pentru vânzarea afacerii către un conglomerat industrial, iar tânărul, dându-și seama că nu mai există nicio scăpare, strecoară în autoturismul unchiului său o cutie cu trabucuri programată să declanșeze o explozie în momentul deschiderii. Explozia are loc în timpul unui drum de noapte prin munți, provocând prăbușirea autoturismului într-o râpă adâncă și moartea celor doi ocupanți ai săi: Buckner și șoferul acestuia, Quincy (Lawrence Cook⁠(d)). Locotenentul Columbo investighează dubla crimă și găsește hârtii care indică faptul că Buckner avea numeroși dușmani și că șoferul său desfășura activități de detectiv particular în scop de șantaj. În același timp, Roger se mută în biroul unchiului său și îi concediază pe vechii colaboratori ai acestuia. Indiciu/întorsătură finală: Columbo îi arată lui Roger o cutie de trabucuri deteriorată, dar intactă și îi spune că provine de la locul accidentului, făcându-l astfel să creadă că accidentul fatidic a fost rezultatul mai degrabă al condițiilor meteorologice proaste decât al bombei artizanale. Cei doi, împreună cu vicepreședintele companiei, Everett Logan (William Windom⁠(d)), iau telecabina către vârful muntelui, iar pe parcursul călătoriei detectivul deschide cutia și scoate un trabuc. Crezând că trabucurile din cutie sunt cele plasate de el, tânărul devine tot mai neliniștit și îi cere detectivului să arunce cutia pentru că este pe cale să explodeze. În acest moment, Columbo îi dezvăluie că acea cutie nu provenea în realitate de la locul accidentului, iar Roger, dându-și seama că a fost păcălit, începe să râdă isteric. Actrița Anne Francis joacă rolul domnișoarei Valerie Bishop, secretara lui Buckner, care are o relație sentimentală cu Roger. |                             |                        |                     |                                                                                |                                                                                     |                                                                                       |                            |         |
| 9 | 7                           | „Blueprint for Murder” | Peter Falk          | Poveste de: William Kelley⁠(d); Scenariu de: Steven Bochco⁠(d)                   | Patrick O'Neal în rolul Elliot Markham                                              | Forrest Tucker⁠(d) în rolul Beau Williamson                                            | 9 februarie 1972           | 76 min. |
| Elliot Markham (Patrick O'Neal) este un arhitect ambițios care are o pasiune pentru muzica clasică și visează să construiască un oraș al viitorului. Cel mai recent proiect al său este finanțat de Jennifer Williamson (Pamela Austin⁠(d), tânăra soție a unui antreprenor bogat din Texas. Când soțul ei, Beau (Forrest Tucker⁠(d)), se întoarce dintr-o călătorie lungă de afaceri în Europa și află că lucrările de construcție a proiectului urbanist au început, este furios și intenționează să taie fondurile. Markham decide că singurul mod în care își poate continua munca este să-l elimine pe Williamson, dar uciderea lui nu ar rezolva problema, deoarece banii texanului ar reveni, după moartea lui, unui fond fiduciar. În aceste condiții, arhitectul pune la cale un plan inteligent: îl ucide pe Williamson, ascunde cadavrul și falsifică dispariția lui, făcând să pară că texanul ar fi plecat într-o altă călătorie în străinătate. Fosta soție a texanului, Goldie Janis Paige⁠(d), are, însă, îndoieli serioase cu privire la dispariția lui și anunță poliția că Beau este probabil mort. Cazul este atribuit locotenentului Colombo, care constată că radioul din mașina texanului (găsită la aeroport) este reglat pe un canal de muzică clasică, în timp ce texanul nu asculta decât muzică country, și începe să-l bănuiască că arhitectul Markham este implicat în dispariție. Indiciu/întorsătură finală: Markham îl îndeamnă în mod repetat pe Columbo să dispună realizarea unor săpături sub unul dintre pilonii fundației pentru a căuta cadavrul lui Williamson, până când detectivul o face în cele din urmă, fără a obține însă rezultatul scontat. În noaptea următoare arhitectul se întoarce pe șantier cu cadavrul, presupunând că nimeni nu va mai cerceta vreodată acolo. În momentul scoaterii cadavrului, este surprins de Columbo, care îl aștepta acolo împreună cu alți polițiști, și arestat pentru crimă. Acesta este singurul episod al serialului pe care l-a regizat Peter Falk. Actorul negociase încă de la început cu producătorii regizarea unui episod din sezonul 1, dar nu a vrut să reînnoiască acest angajament și în sezoanele următoare. Patrick O'Neal a apărut mai târziu în rolul Frank Flanagan în episodul „Make Me a Perfect Murder” (1978) din sezonul 7 al serialului. O apariție interesantă este cea a actorului John Fiedler⁠(d), care îl interpretează pe medicul cardiolog al lui Williamson; actorul era specializat în interpretarea vocilor unor personaje din desenele animate. |                             |                        |                     |                                                                                |                                                                                     |                                                                                       |                            |         |